# Chrysler Drifter

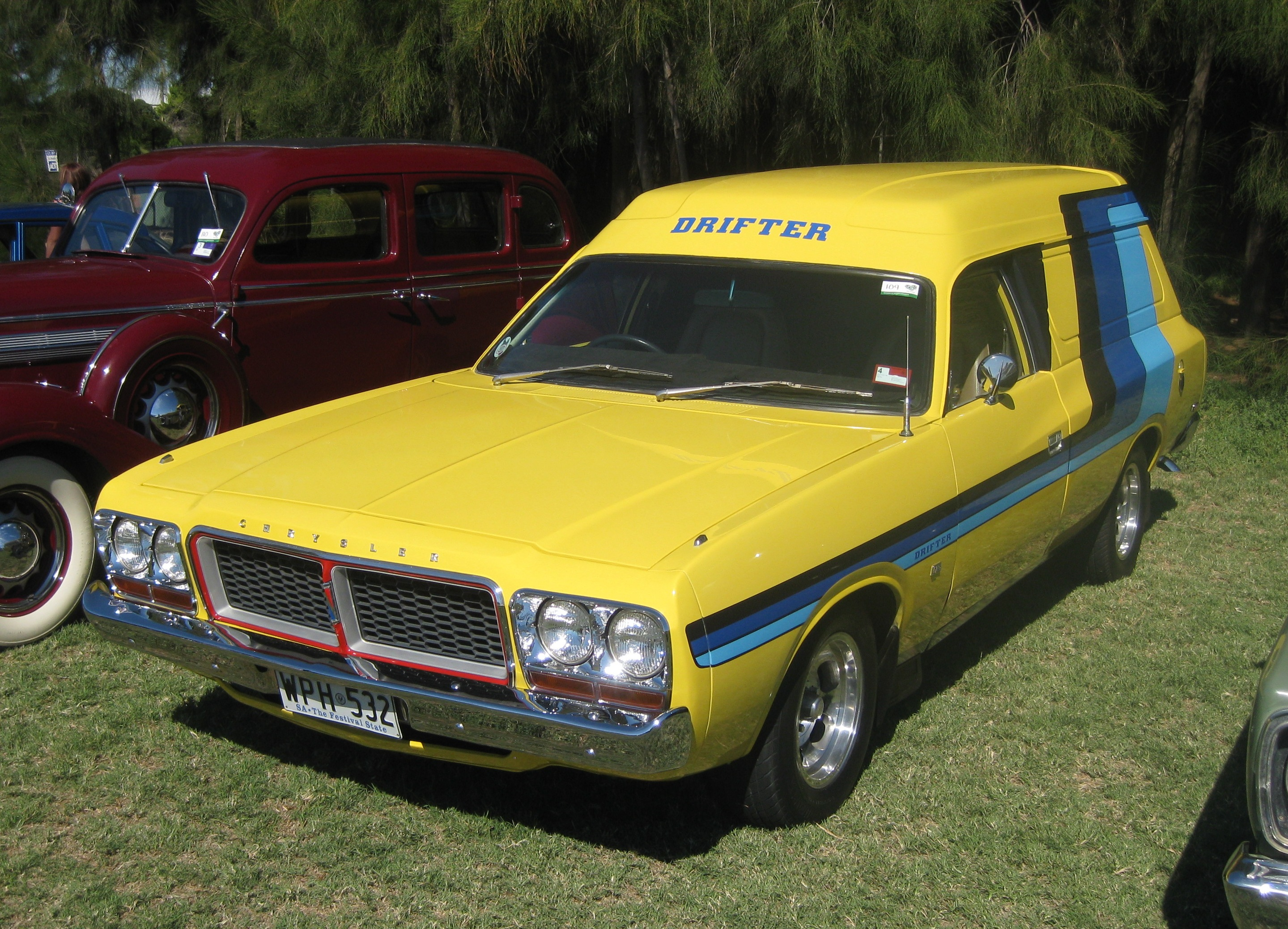
Fourgon Chrysler CL Drifter (1977-1978).

Le Chrysler Drifter est une automobile produite par Chrysler Australia de 1977 à 1978. Il était offert dans les styles de carrosserie fourgon et utilitaire coupé.
Chrysler Australia a ajouté un fourgon à la gamme Chrysler Valiant CL en avril 1977 et quelques semaines plus tard, ils ont introduit, en option sur ce style de carrosserie, le "Drifter Pack". Le Drifter Pack comprenait une calandre de style Chrysler Valiant Charger, des phares halogènes à quartz, un volant sport, des pneus à plis radiaux, des roues stylisées avec un traitement de peinture et de décalcomanie extérieure spéciale et des pare-chocs avec couleur assortie. Le moteur Hemi 265 de 4,3 litres et une boîte manuelle à quatre vitesses avec changement de vitesses au plancher étaient de série sur le Drifter. Malgré son statut de finition optionnelle, Chrysler commercialisait le modèle sous le nom de Chrysler Drifter sans utiliser le nom "Valiant",. Le Drifter Pack était également disponible sur le Chrysler Valiant Utility, qui était également commercialisé sous le nom de "Chrysler Drifter". 
Les styles de carrosserie fourgon et utilitaire du Drifter ont pris fin lorsque Chrysler Australia a abandonné la Série CL. La gamme Valiant CM de 1978 n'incluait pas ces styles. La brève durée de vie du Drifter a été marquée par de faibles ventes, car les offres comparables des concurrents Ford et Holden était rude.
Chrysler Australia a également utilisé le nom Drifter sur l'édition spéciale Chrysler Valiant Charger Drifter, sortie en 1978.